# Protorthemis woodfordi
Protorthemis woodfordi – gatunek ważki z rodziny ważkowatych (Libellulidae).